# 나세르 알켈라이피

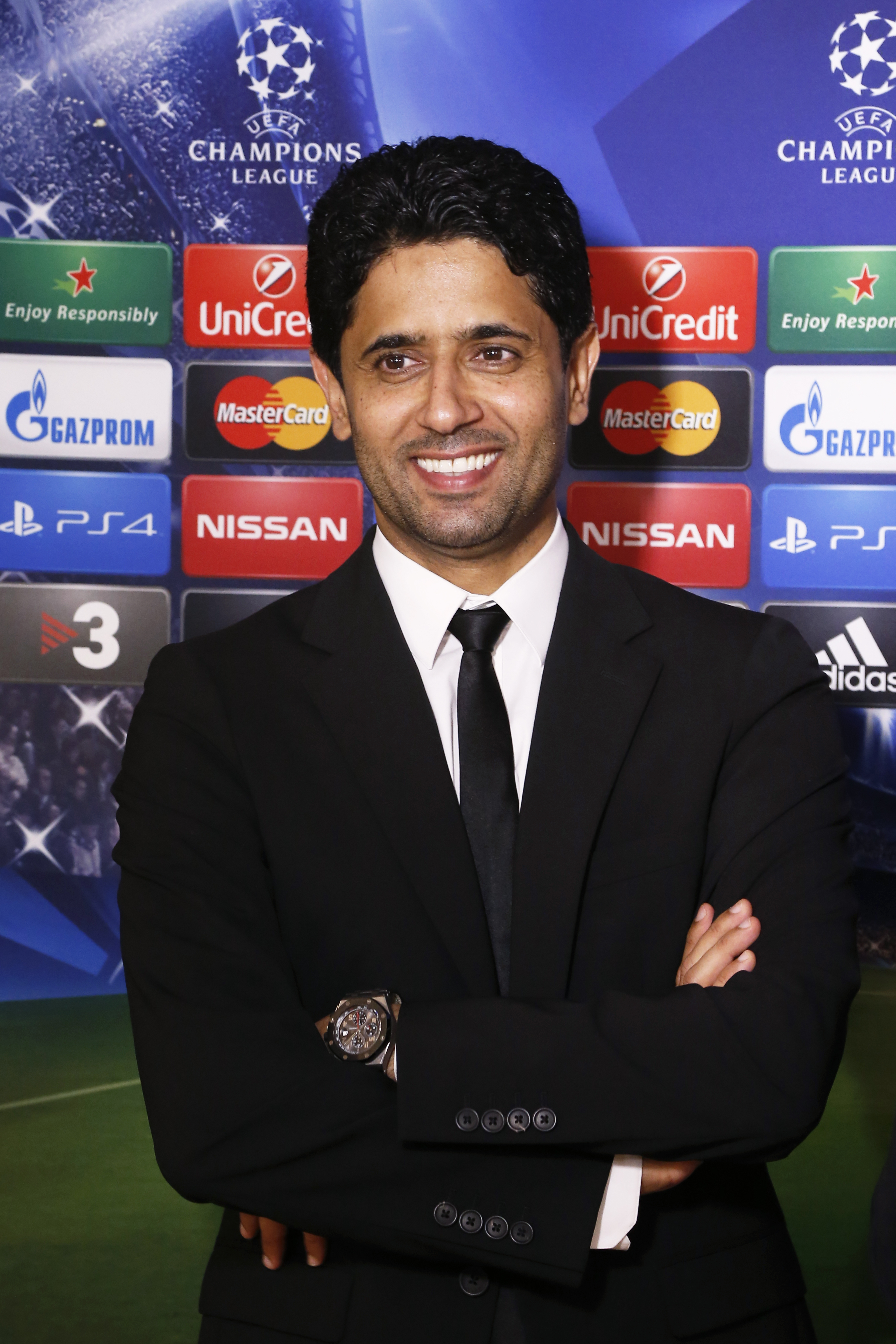

나세르 알 켈라이피(Nasser Al-Khelaifi, 1973년 11월 12일 ~ )는 카타르의 기업가이다.
2011년부터 파리 생제르맹 FC의 회장직을 맡고 있다.
카타르 스포츠 인베스트먼츠의 회장이기도 하다.